# Vigna adenantha
Vigna adenantha là một loài thực vật có hoa trong họ Đậu. Loài này được (G.Mey.) Marechal & al. miêu tả khoa học đầu tiên.